# Chapelle Sainte-Anne de Cannes
Pour les articles homonymes, voir Chapelle Sainte-Anne.
La chapelle Sainte-Anne, à Cannes en France, est une chapelle fortifiée datant des XIe et XIIe siècles. Dédiée à sainte Anne, remaniée au XVIIe siècle, elle est classée monument historique.

## Historique
En 1178, se développe autour du Castellum Marcellini du Suquet, devenu Castellum Francum (château franc), un habitat féodal avec des maisons, un hôpital, des églises dont Notre-Dame-du-Puy qui, après la construction de Notre-Dame-d’Espérance, deviendra la chapelle Sainte-Anne. 
Le château, partiellement détruit, vendu comme bien national à la Révolution, devient, en 1878, une manufacture de céramique « La faïencerie d’art du Mont-Chevalier ». En 1919, la commune de Cannes y installe le musée de la Castre. La chapelle devient la salle d’exposition des instruments de musique du monde. 

## Classement au titre des monuments historiques
La chapelle Sainte-Anne forme avec la tour du Suquet et l’église Notre-Dame-d’Espérance un ensemble classé monument historique par arrêté du 28 juillet 1937.